# I Wish It Could Be Christmas Every Day
I Wish I Could Be Christmas Every Day è un brano rock-natalizio inciso nel 1973 dal gruppo musicale britannico degli Wizzard. Autore del brano è Roy Wood., raggiunse il quarto posto delle classifiche nel Regno Unito .
Il singolo, pubblicato su etichetta discografica Harvest Records e prodotto da Roy Wood raggiunse il quarto posto delle classifiche nel Regno Unito .
Vari artisti hanno in seguito inciso una cover del brano.

## Storia
La versione originale del brano venne registrata nell'agosto del 1973  presso i Phonogram Studios di Londra.
Il disco uscì con un titolo che conteneva un errore, ovvero every day, anziché everyday.

## Testo
Il brano descrive stereotipi della stagione natalizia, come Babbo Natale con la slitta, i pupazzi di nevi, la gente che pattina, ecc. Così, si vorrebbe che fosse Natale ogni giorno.

## Tracce

### 45 giri (versione 1)[5]
1. I Wish I Could Be Christmas Every Day (Roy Wood)
2. Rob Roy's Nightmare (A Bit More H. A.) (strum.) (Mike Burney)

### 45 giri (versione 2)[6]
1. I Wish I Could Be Christmas Every Day (Roy Wood)
2. See My Baby Jive (strum.) (Roy Wood)

### Classifiche
| Classifica  | Posizione massima | Nr. di settimane |
| ----------- | ----------------- | ---------------- |
| Regno Unito | 4                 |                  |

## Cover
Tra gli artisti che hanno inciso una cover del brano, figurano:
- Sarah Brightman (2008)
- Paul Brooks (1996)
- Les Fradkin (2006)
- Girls Aloud (2005)
- Denny Laine (1994)
- Leona Lewis (nell'album Christmas, with Love del 2013[7])
- Nick Lowe (2013)
- Kylie Minogue (nell'album Kylie Christmas: Snow Queen Edition del 2016)
- Die Toten Hosen (1998)
- Wilson Phillips (2010)

Nel 2013 fu inoltre realizzata una cover a scopo benefico da un supergruppo formato da membri o ex-membri di gruppi quali Atomic Kitten, B*Witched, Blue, 5ive, Honeyz e Liberty X. Il disco raggiunse il 21º posto delle classifiche britanniche.